# Чарнув (Нижньосілезьке воєводство)
Чарнув (пол. Czarnów, нім. Rothenzechau) — село в Польщі, у гміні Каменна Ґура Каменноґурського повіту Нижньосілезького воєводства.
Населення — 59 осіб (2011).
У 1975-1998 роках село належало до Єленьоґурського воєводства.

## Демографія
Демографічна структура станом на 31 березня 2011 року:
|          | Загалом | Допрацездатний вік | Працездатний вік | Постпрацездатний вік |
| -------- | ------- | ------------------ | ---------------- | -------------------- |
| Чоловіки | 33      | 3                  | 27               | 3                    |
| Жінки    | 26      | 6                  | 15               | 5                    |
| Разом    | 59      | 9                  | 42               | 8                    |

## Галерея

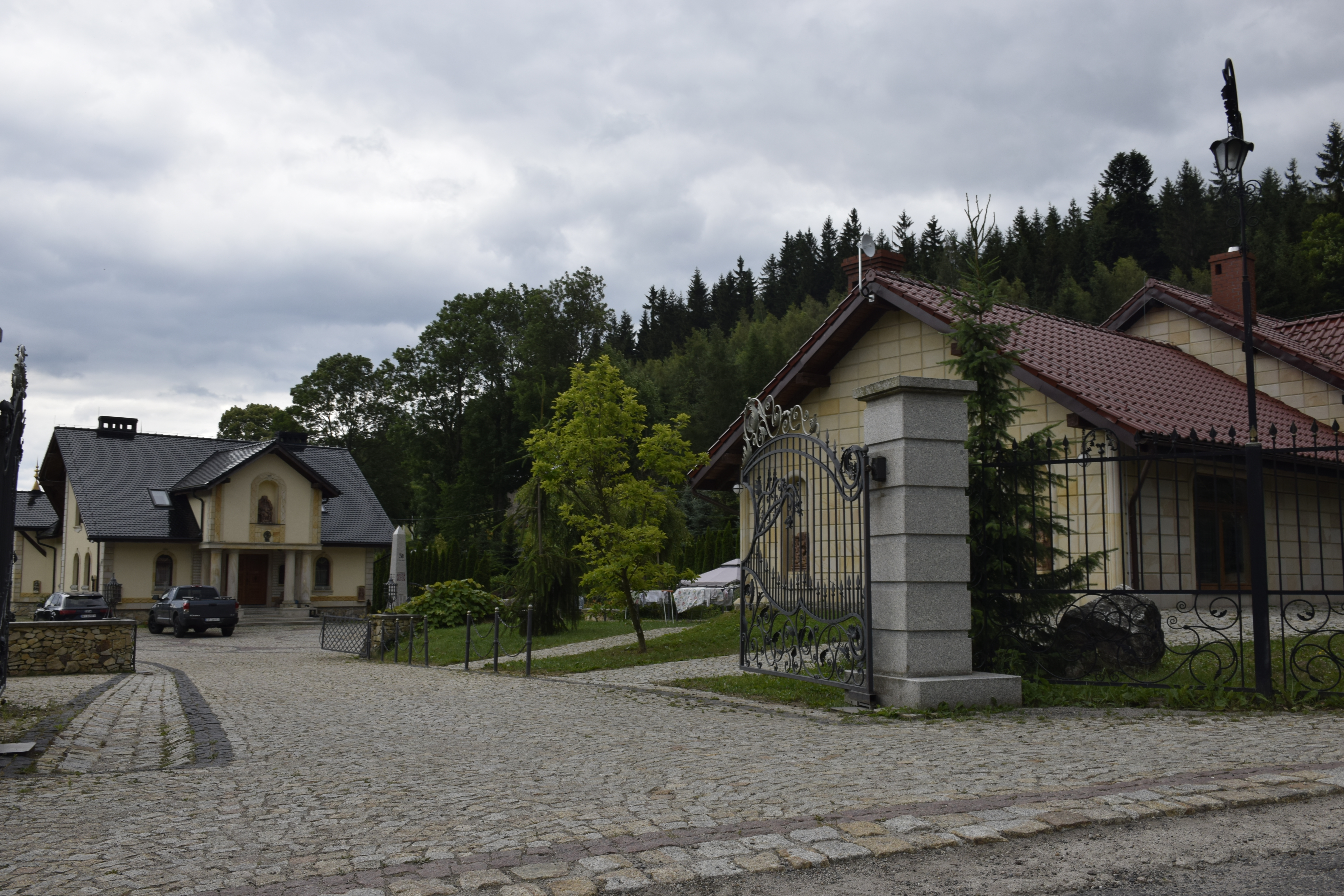
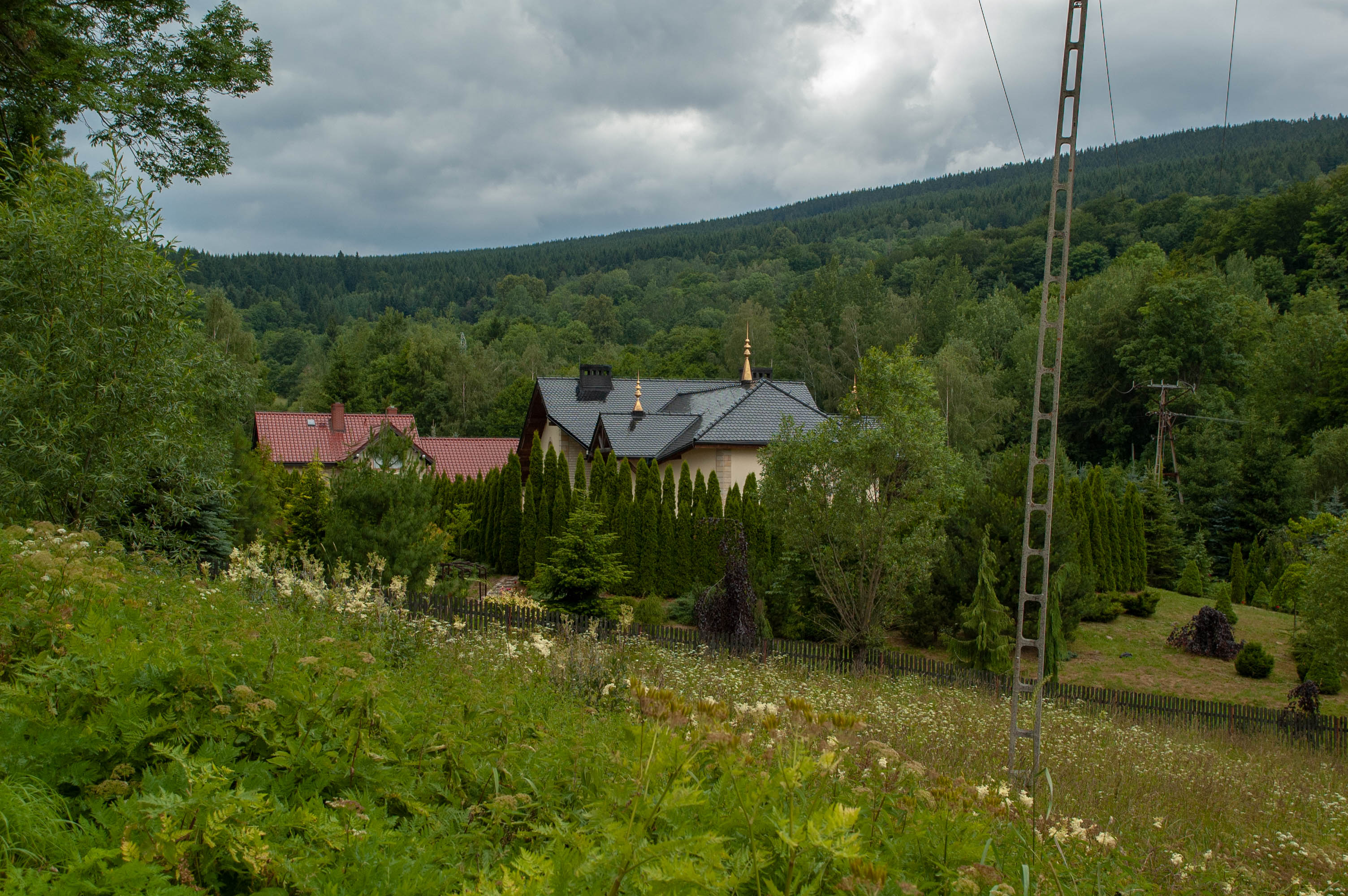
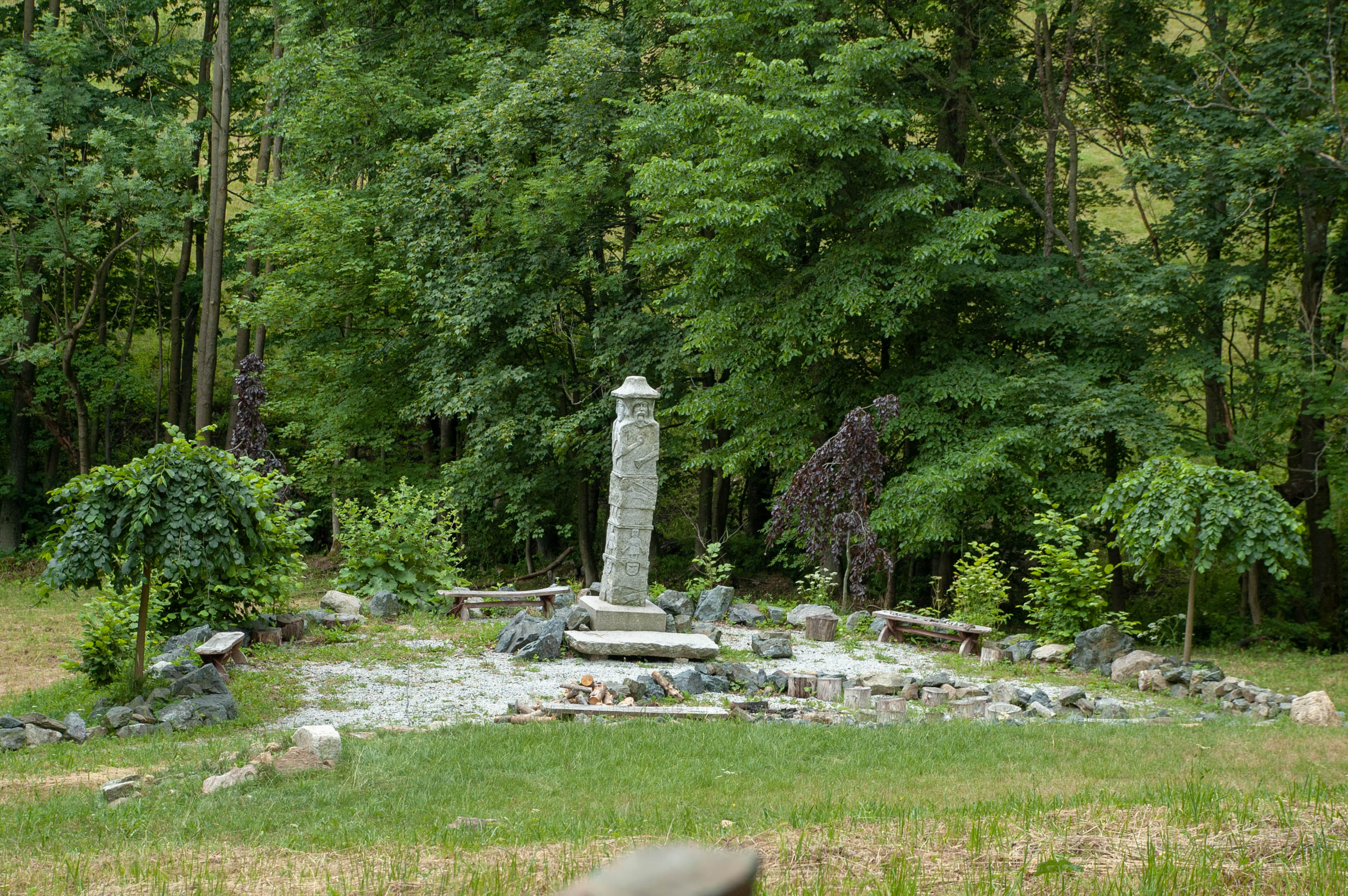